# Amblainville
Amblainville település Franciaországban, Oise megyében. Lakosainak száma 1786 fő (2022. január 1.). Amblainville Arronville, Esches, Hénonville, Méru, Villeneuve-les-Sablons, Berville és Bornel községekkel határos.

## Népesség
A település népességének változása:
| Lakosok száma | 1735 | 1725 | 1752 | 1740 | 1748 | 1747 | 1752 | 1757 | 1786 |
|               | 2013 | 2015 | 2016 | 2017 | 2018 | 2019 | 2020 | 2021 | 2022 |